# Gary Payton
Gary Dwayne Payton Sr. (født 23. juli 1968, i Oakland, Californien, USA) er en amerikansk tidligere basketballspiller (point guard), der spillede 17 år i NBA-ligaen.

## Karriere
Payton spillede college-basket hos Oregon State University, inden han i 1990 blev draftet til NBA af Seattle SuperSonics.
Fra 1990 til 2007 spillede Payton i NBA, hvor han repræsenterede først Seattle SuperSonics og siden Milwaukee Bucks, Los Angeles Lakers, Boston Celtics og Miami Heat. Heraf blev langt størstedelen, 12 et halvt år, tilbragt hos SuperSonics. Han vandt ét NBA-mesterskab i løbet af karrieren, i 2006 med Miami. Hele ni gange i karrieren blev han udtaget til ligaens all-star-kamp og i 1996 blev han desuden kåret til ligaens bedste forsvarsspiller.
Payton vandt guld med det amerikanske landshold ved både OL 1996 i Atlanta og OL 2000 i Sydney.
Efter at have stoppet sin karriere blev Allen i 2013 optaget i Naismith Memorial Basketball Hall of Fame. Hans søn, Gary Payton II, blev også professionel basketballspiller og debuterede i NBA i 2017.

## Klubber
- 1990–2003: Seattle SuperSonics
- 2003: Milwaukee Bucks
- 2003–2004: Los Angeles Lakers
- 2004–2005: Boston Celtics
- 2005–2007: Miami Heat

## NBA-statistikker
- Point: 21.813 (16,3 per kamp)
- Steals: 2.445 (1,8 per kamp)
- Assists: 8.966 (6,7 per kamp)[5]